# 颱風西馬侖 (2006年)
颱風西馬侖（英語：Typhoon Cimaron，國際編號：0619，聯合颱風警報中心: 22W，菲律賓大氣地球物理和天文服務管理局：Paeng），是2006年太平洋颱風季第12個被命名的熱帶氣旋。「西馬侖」一名由菲律賓提供，是當地的一種野牛。西馬侖的強度相當於薩菲爾-辛普森颶風等級之五級颶風程度，是2006年太平洋颱風季第4個達到此標準的風暴。聯合颱風警報中心認為它和颱風桑美、颱風伊歐凱、颱風摩羯並列為2006年太平洋颱風季最強的熱帶氣旋，而美國海洋大氣管理局衛星服務部則認為西馬侖是此年西北太平洋風季最強的熱帶氣旋。

## 發展過程
在10月27日，一熱帶低氣壓於菲律賓之東形成，菲律賓大氣地理天文部門將它命名為Paeng。同日日本氣象廳將它升格為熱帶風暴，並將它命名為西馬侖，再在較後時間將它升格為強烈熱帶風暴。第二天，日本氣象廳將它升格為颱風。
西馬侖在10月28日至29日爆發性增強至巔峰，聯合颱風警報中心評定140節，而美國海洋大氣管理局衛星服務部認爲西馬侖的T值達到了7.5，是2006年西北太平洋最強的熱帶氣旋。不久西马仑以近顛峰強度登陸呂宋島的伊莎貝拉省。
進入南海後，西馬侖減弱成一級颱風。然而，西馬隆的路徑出乎所有氣象台所料，轉向西北移動，移至東沙南方。在11月1日至11月2日晚間，西馬侖幾乎停留不動，並重新增強至四級颱風強度。
11月2日晚上，西馬侖轉向南移動，並快速減弱，最終在11月6日早上於西沙東南方海域減弱為低壓區。

## 影響

### 菲律賓
當地發出之最高風暴信號：四號風暴信號

颱風西馬侖登陸呂宋的一刻

颱風西馬侖在當地時間10月29日晚上22時以140節的顛峰強度登陸呂宋，菲律賓的氣象機構發出了最高級別的四號風暴信號。西馬侖是自颱風瑞伯以來首個以相當於SSHS之五級颶風強度登陸菲律賓的颱風。

### 香港
當地發出之最高熱帶氣旋警告信號： 一號戒備信號
西馬侖橫過呂宋後轉向西北移動，進入距離香港800公里範圍。由於西馬侖對香港構成威脅，香港天文台於10月31日下午2時20分發出一號戒備信號，當時西馬侖集結於香港之東南偏南約590公里。這是自2000年的強烈熱帶風暴貝碧嘉以來，香港天文台首次需要在11月份發出熱帶氣旋警告信號。
隨著西馬侖稍稍移近，香港刮起北至東北風，離岸間中達強風程度。東北季風於11月1日凌晨抵達華南沿岸，香港天氣乾燥，風勢繼續增強，離岸吹強風；其後東北季候風進一步增強和西馬侖的影響，香港離岸海域風勢間中達烈風程度。在11月1日至2日期間，西馬侖最接近香港，在香港之東南偏南約430公里徘徊。香港天文台總部在11月1日下午4時錄得最低每小時海平面氣壓1010.3百帕斯卡。東北季候風於11月2日稍為緩和，同時西馬侖減弱，香港風力普遍下降。3日日間西馬侖改向西南偏南移動，穩定地遠離香港，境內風勢緩和，香港天文台於下午1時半取消所有熱帶氣旋警告信號。西馬侖影響香港期間，香港天文台總部衹錄得微量雨量記錄。九龍灣在11月2日發生一宗由陣風引致的工業意外，1名工人受傷。

### 澳門
當地懸掛之最高熱帶氣旋信號：  一號風球
颱風西馬侖登陸呂宋後轉向西北移動，進入澳門800公里範圍，因此地球物理暨氣象局於31日上午11時30分懸掛一號風球，當時西馬侖集結於澳門東南偏南約670公里。在11月1日至2日期間，西馬侖最接近澳門，當時西馬侖位於澳門東南偏南約450公里。3日日間西馬侖穩定地向西南偏南移動遠離澳門，因此氣象局於11月3日晚上10時除下所有信號。

## 熱帶氣旋警告使用紀錄

### 香港
| 香港天文台 熱帶氣旋警告信號 | 香港天文台 熱帶氣旋警告信號 | 香港天文台 熱帶氣旋警告信號 |
| --------------------------- | --------------------------- | --------------------------- |
| 上一熱帶氣旋                | 一號戒備信號                | 下一熱帶氣旋                |
| 熱帶低氣壓15W               | 一號戒備信號                | 強烈熱帶風暴帕布            |

### 澳門
| 地球物理暨氣象局 熱帶氣旋信號 | 地球物理暨氣象局 熱帶氣旋信號 | 地球物理暨氣象局 熱帶氣旋信號 |
| ----------------------------- | ----------------------------- | ----------------------------- |
| 上一熱帶氣旋                  | 一號風球                      | 下一熱帶氣旋                  |
| 熱帶低氣壓15W                 | 一號風球                      | 強烈熱帶風暴帕布              |

## 外部連結
- （英文）https://web.archive.org/web/20090826230250/http://metocph.nmci.navy.mil/jtwc.php 聯合颱風警報中心首頁
- （繁體中文）http://www.cwb.gov.tw （页面存档备份，存于） 中央氣象局首頁
- （日語）http://www.jma.go.jp/jma/index.html （页面存档备份，存于） 日本氣象廳首頁
- （英文）http://www.pagasa.dost.gov.ph/ （页面存档备份，存于） 菲律賓大氣地球物理和天文管理局首頁
- （繁體中文）http://www.hko.gov.hk （页面存档备份，存于） 香港天文台首頁
- （繁體中文）http://www.smg.gov.mo （页面存档备份，存于） 澳門地球物理暨氣象局首頁